# Diederik Boomsma
Diederik Thomas Boomsma (Leiderdorp, 22 juni 1978) is een Nederlands politicus. Hij is sinds 4 juli 2024 lid van de Tweede Kamer der Staten-Generaal namens Nieuw Sociaal Contract (NSC), maar sloot zich in augustus 2025 aan bij JA21. Eerder was hij namens het Christen-Democratisch Appèl (CDA) van 2016 tot 2023 fractievoorzitter in de gemeenteraad van Amsterdam. In 2022 won hij de titel Beste Raadslid van Nederland.

## Opleiding
Boomsma groeide op in Leiden en ging naar het Stedelijk Gymnasium Leiden. Daarna behaalde hij een BSc graad in Milieuwetenschappen aan de University of Durham, en een MSc in Ecologie en Natuurbescherming aan University College London. 

## Politieke loopbaan
In de Amsterdamse raad was Boomsma vanaf 2010 duoraadslid, waarna hij in 2016 Marijke Shahsavari-Jansen opvolgde als CDA-fractievoorzitter. In die hoedanigheid vormde hij jarenlang een eenmansfractie. De volksvertegenwoordiger stond bekend als scherp debater op de inhoud en luis in de pels van het college van burgemeester en wethouders. Ook kreeg hij zaken voor elkaar, zoals een samenwerkingsverband met Tel Aviv. Boomsma zette zich onder andere in voor volkstuinders, woonbootbewoners, Joodse Amsterdammers, buurtparkeren en de Amsterdamse slachtoffers van de toeslagenaffaire.
Boomsma werd landelijk bekend door zijn betrokkenheid bij het Amsterdamse erfpachtbeleid, dat dankzij hem werd aangepast. "Daardoor hoefden inwoners met middeninkomens de stad niet te verlaten", zei hij in 2018 tegen de Volkskrant. In het VPRO-programma Tegenlicht van 7 september 2023 legt hij uit dat het systeem zo ingewikkeld is dat de gemeenteambtenaren het ook niet altijd begrijpen en daardoor veel geld kost. Door de koers van het CDA in Den Haag kwam de zetel van Boomsma in Amsterdam in gevaar: peilingen lieten zien dat de partij met de gemeenteraadsverkiezingen van 2022 uit de raad zou verdwijnen, van 3 naar 2 procent. Zodoende zette de CDA'er een persoonlijke campagne op, waarin hij de Amsterdammers vroeg hem voor de stad te behouden als volksvertegenwoordiger. Boomsma handhaafde zich in 2022 bij de gemeenteraadsverkiezingen.
Op 26 september 2023 maakte Nieuw Sociaal Contract, de pas opgerichte partij van Pieter Omtzigt, bekend dat Boomsma op plaats 21 van de kandidatenlijst voor de Tweede Kamerverkiezingen van 22 november 2023 kwam. Kenners hadden ingeschat dat 'de Amsterdamse Pieter Omtzigt' veel hoger op de lijst zou komen, aangezien het werk en de stijl van beide volksvertegenwoordigers vaak in één adem genoemd werden. Boomsma gaf zijn raadszetel per direct op en vertrok uit het CDA.
Na het aantreden van het kabinet-Schoof werd Boomsma per 4 juli 2024 lid van de Tweede Kamer. Daar heeft hij asiel en migratie in zijn pakket. Op 5 november 2024 hield Boomsma zijn maidenspeech in het plenaire debat over de asielmaatregelen van minister Faber en het kabinet. In juni 2025 stelde Boomsma zich kandidaat voor het lijsttrekkerschap van NSC voor de Tweede Kamerverkiezingen van oktober dat jaar; de andere kandidaat was minister Eddy van Hijum. Boomsma sprak zich uit voor "een sociaal-conservatieve koers" met als belangrijk programmapunt onder andere het beperken van migratie. Boomsma werd gezien als behorend tot de uitgesproken rechtse vleugel van de partij; zittend fractievoorzitter Nicolien van Vroonhoven noemde hem bij zijn kandidaatstelling "de uiterst rechtse flank" van de NSC-fractie. Het bestuur droeg op 17 juni 2025  Van Hijum voor als lijsttrekker, waarna Boomsma zijn kandidatuur terugtrok.
Boomsma is een openlijk medestander van de staat Israël. Op een symposium van CIDI in mei 2025 deed hij deze uitspraak, refererend aan de toestand in de Gazastrook op dat moment: "Mensen zijn een beetje door het dolle heen, door alle propaganda. Ze denken dat er genocide plaatsvindt."
Op 15 augustus 2025 bleek uit de door politieke partij JA21 opgestelde kandidatenlijst voor de Tweede Kamerverkiezingen van 29 oktober 2025 dat Boomsma aansluiting had gevonden bij deze partij. Hij kondigde hierop aan zijn NSC-zetel in de Tweede Kamer op te geven.

## Ander werk
Aan de Universiteit Leiden is hij docent rechtsfilosofie. Ook is hij promovendus. Tussen 2000 en 2005 was hij lid van de raad van toezicht van de Edmund Burke Stichting. Daarnaast is Boomsma redacteur en vertaler van beroep. Zo vertaalde hij het boek De opstand van de massamens van filosoof José Ortega y Gasset van het Spaans naar het Nederlands. Het boek bevat een inleiding van de Peruaanse schrijver Mario Vargas Llosa. Boomsma werkte eveneens als redacteur voor het Nederlandse opinieweekblad Opinio. Hij is tevens voorzitter van de Stichting Mokum Symphony. 

## Privé
Boomsma spreekt Spaans, Engels, Duits en Nederlands.
Diederik Boomsma · Faith Bruyning · Olger van Dijk · Annemarie Heite · Rosanne Hertzberger · Harm Holman · Folkert Idsinga · Isa Kahraman · Willem Koops · Ria de Korte · Bram Kouwenhoven · Wytske Postma · Ilse Saris · Jesse Six Dijkstra · vacant · Nicolien van Vroonhoven · Sander van Waveren · Merlien Welzijn · Natascha Wingelaar
- Digitale Bibliotheek voor de Nederlandse Letteren: boom069
- Nationale Bibliotheek van Tsjechië: jx20090826013
- Parlement.com: vm6usehy3ayx
- Virtual International Authority File: 283794480